# Anni 790
Gli anni 790 sono il decennio che comprende gli anni dal 790 al 799 inclusi.

## Eventi, invenzioni e scoperte

### Europa
- Nasce Italus, l’albero più antico d’Europa.
- L’8 giugno 793, con l’assalto all’Isola di Lindisfarne, inizia formalmente in Europa l’epoca dei vichinghi.

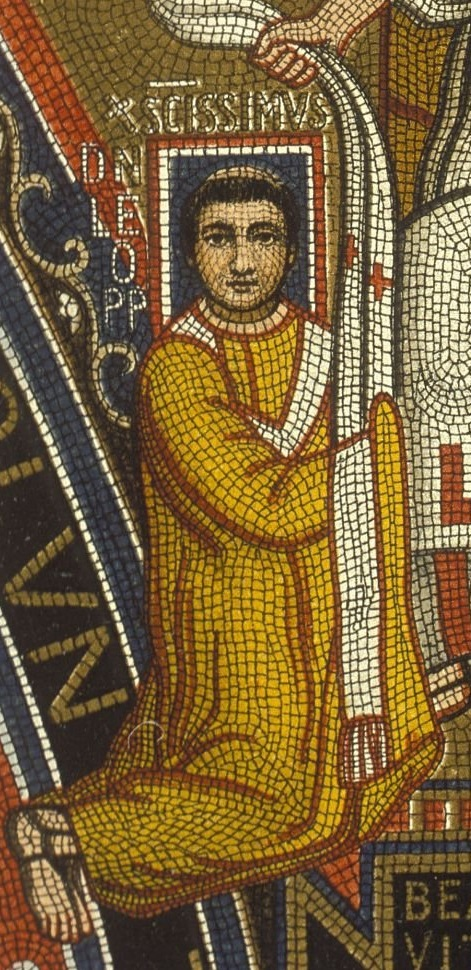
Mosaico raffigurante papa Leone III

#### Regno Franco
- 792: Pipino il Gobbo, uno dei figli di Carlo Magno, tenta una congiura contro il padre, ma viene scoperto ed esiliato in un monastero.
- 795: Dopo svariati attacchi, Tudun, guida del popolo degli Avàri, si reca alla corte di Carlo Magno e decide di convertirsi al Cristianesimo.
- 796: Carlo Magno manda un esercito guidato dal figlio Pipino d’Italia ad attaccare l’Ungheria, svolgendo due campagne vittoriose.
- 799: Carlo Magno accoglie alla sua corte il papa Leone III, che a novembre farà rientrare a Roma insieme ad una scorta. Questo evento è il precursore dell’incoronazione di Carlo Magno il 25 dicembre dell’800 a imperatore del Sacro Romano Impero.

#### Impero romano d’Oriente
- 790: Dopo svariate rivolte nelle aree dell’impero situate in Asia Centrale l’imperatrice Irene viene confinata nel suo palazzo e a guidare il regno rimane il figlio Costantino VI.
- 792: Costantino VI reprime una rivolta e dà indietro alla madre il ruolo di co-imperatrice.
- 797: Irene fa accecare ed esiliare il figlio Costantino VI, ottenendo il pieno potere sull’Impero Bizantino.
- 797: Irene nomina sovrintendente delle finanze Niceforo I, che anni cinque anni dopo sarà protagonista di un colpo di stato contro di lei.
- 798: Elpidio, lo stratega bizantino che aveva preso il controllo della Sicilia con il titolo di “duce dei romani”, viene allontanato dall’imperatrice Irene, che occupa nuovamente l’isola.

#### Repubblica di Venezia
- 797: Morte di Maurizio Galbaio. Diventa doge Giovanni Galbaio, e sotto il suo regno ricominciano le ostilità con il patriarca di Grado, Giovanni IV, causate dalla politica antifranca della famiglia dei galbai.

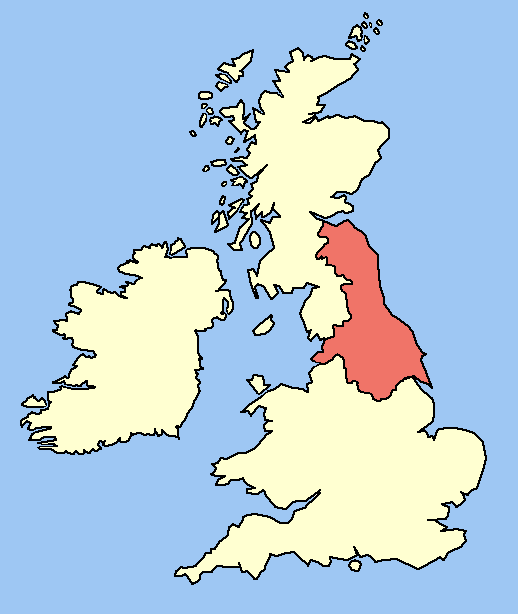
In rosso, i territori del Regno di Northumbria

#### Britannia
- 790: Æthelred I fa ritorno in Northumbria dopo undici anni di esilio e depone Osred II, che viene catturato e abbandonato nell’Isola di Man.
- 792: Gruppi di vichinghi provenienti dalla Norvegia e dalla Danimarca assaltano la Nortumbria, ma vengono respinti.
- 792: Osred II fugge dall’Isola di Man e con un piccolo esercito tenta di ritornare al potere, ma viene fatto catturare e uccidere da Æthelred I.
- 796: Æthelred I muore, e gli succede Osbald, che però regnò per un solo mese prima di essere esiliato in Scozia dal nuovo re Eardwulf.
- 798: Eardwulf fa uccidere Wada, uno degli assassini di Æthelred I.

### Asia

#### Giappone
- 794: Finisce il periodo Nara ed inizia il periodo Heian. In quest’epoca nascono i primi guerrieri samurai e viene fondata Kyoto per volere dell’imperatore Kammu.

### Altro

#### Religione
- 25 dicembre 795: Morte di Adriano I, diventa papa Leone III.
- 799: Leone III, accusato di azioni immorali, fugge nel Regno Franco alla corte di Carlo Magno che, a novembre dello stesso anno, lo farà rientrare trionfalmente a Roma insieme ad una scorta.L'anno dopo il papa e il re franco fonderanno il Sacro Romano Impero.

## Personaggi
- Carlo Magno, re franco.
- Irene d'Atene, imperatrice bizantina.
- Costantino VI, imperatore bizantino.
- Æthelred I, re del regno di Northumbria.